# Metamorpho
Metamorpho (auch: Metamorpho, the Element Man) ist der Titel einer Reihe von Comicpublikationen, die der US-amerikanische Verlag DC-Comics seit 1965 veröffentlicht.
Die Metamorpho-Comics, die genremäßig im Bereich Science-Fiction/Fantasy angesiedelt und dabei insbesondere durch ihre Vermischung von Themen und Ästhetik des traditionellen amerikanischen Superhelden-Comics mit Elementen des Pulp-Erzählens gekennzeichnet sind, hat die Erlebnisse eines Abenteurers namens Rex Mason zum Inhalt. Er verfügt seit einem ominösen Unfall über die Gabe, seinen Körper oder Teile davon in jedes bekannte chemische Element verformen bzw. transformieren zu können.

## Veröffentlichungen unter dem Metamorpho-Titel
Die ersten Metamorpho-Geschichten wurden im Jahr 1965 in der Anthologie-Serie The Brave and the Bold veröffentlicht, in der DC von Ausgabe zu Ausgabe andere Inhalte präsentierte, um so Ideen für neue Serien auf die Resonanz bei den (potentiellen) Lesern zu testen. Verantwortlich für die Gestaltung dieser Geschichten, von denen die erste in The Brave and the Bold #57 vom Januar 1965 erschien, waren der Autor Bob Haney und die Zeichnerin Ramona Fradon.
Von 1965 bis 1968 brachte DC schließlich erstmals eine eigenständige Serie über den Metamorpho-Charakter heraus, die in zweimonatlichem Takt erschien und insgesamt siebzehn Ausgaben erreichte. Künstlerisch wurde diese Serie erneut von Haney und Fradon betreut. Nachdem Fradon die Serie mit Ausgabe #4 verlassen hatte, übernahmen erst Joe Orlando und zuletzt Joe Trapani die Zeichnungen. Als Inker fungierte die ganze Serie über Charles Paris.
1975 folgte eine einzelne Metamorpho-Geschichte in der Juniausgabe der Try-Out-Serie First Issue Special, 1993 eine vierteilige Miniserie, die kurz als Metamorpho betitelt war, und 2007 eine sechsteilige Miniserie, die als Metamorpho: Year One firmierte. Zudem wurde Metamorpho in den 1980er Jahren als eine Hauptfigur in der von Mike W. Barr und Jim Aparo geschaffenen Serie The Outsiders in den Fokus gerückt.
Zu den Künstlern, die an Metamorpho gearbeitet gehaben, zählen neben den Schöpfern der Figur der Zeichner Graham Nolan sowie der Autor und Zeichner Dan Jurgens (Metamorpho: Year One).

### Veröffentlichung in Deutschland
In Deutschland wurden von 1968 bis 1969 Geschichten der ersten Metamorpho Serie vom Bildschriftenverlag in einer deutschen Übersetzung in der Reihe "Super Comics" im Wechsel mit Metal Men veröffentlicht. Insgesamt kam die Serie auf 30 Ausgaben, wovon 16 Ausgaben auf die Metallmenschen und 14 Ausgaben auf Metamorpho entfielen.

## Handlung
Titelheld der Metamorpho-Comics ist der Abenteurer und Forscher Rex Mason. Bei der Erkundung einer ägyptischen Pyramide wird Mason der Strahlung eines radioaktiven Meteoriten („The Orb of Ra“) ausgesetzt. Die Folge ist eine Veränderung seines Stoffwechsels, die ihm die Gabe verleiht, seinen Körper – oder auch nur Teile seines Körpers – nach Belieben in jedes in der Natur vorkommende Element zu verwandeln oder zu verformen.
Als „Element Man“ beginnt Mason, der sich später in Metamorpho umbenennt, als Superheld zu agieren. Sein Hauptwidersacher ist zunächst der Geschäftsmann Simon Stagg, der Vater von Masons Geliebter Sapphire, der Masons Verwandlung in Metamorpho indirekt zu verantworten hat. Immer wieder versucht Stagg – wie schon durch die Entsendung Masons in die ägyptische Pyramide – ihn in Situationen zu bringen, in denen er umkommen muss, um ihn und Sapphire auseinanderzubringen.
In späteren Geschichten, ab Metamorpho #10, bekommt Metamorpho mit der weiblichen Heldin Element Girl, alias Urania „Rainie“ Blackwell, eine Partnerin, die ihm fortan bei seinen Abenteuern zur Seite steht.
Zwischen 1983 und 1988 stand Metamorpho als eine von sechs Hauptfiguren im Mittelpunkt der Serie Batman and the Outsiders, in der er im Team mit anderen Superhelden allerlei Abenteuer erlebte.
In der Miniserie Millennium von 1988 wird Metamorpho schließlich – nach einem Verrat von Dr. Jacde, dem wissenschaftlichen Berater der Outsider – im Kampf mit den außerirdischen „Manhunters“ getötet. Kaum ein Jahr später ersteht er in der Miniserie Invasion auf wundersame Weise wieder von den Toten auf und setzt seine Karriere als Superheld fort.
Er tritt in das Superheldenteam JLA ein, bekommt einen Sohn – den aufgrund einer Anomalie niemand außer Mason und einem Freund berühren kann, ohne getötet zu werden – und beginnt eine Beziehung mit seiner Teamgefährtin Crimson Fox.
In dem Heft JLA #1 von 1996 wird Metamorpho erneut getötet, als er seinen JLA-Teamgefährten Obsidian, Icemaiden und Nuklon das Leben rettet, indem er nach dem Sturz des JLA-Hauptquartiers (eines in der Erdumlaufbahn kreisenden Satelliten) auf die Erde, ihren Aufprall mit Hilfe seiner Kräfte abdämpft.
In Outsiders #7 vom Februar 2004 wird ein zweiter Metamorpho geboren: Dieser entsteht, als ein Stück von Masons Körper abgespalten wird und aus einem kleinen Stück und binnen kurzer Zeit eine identische Kopie Metamorphos emporwächst. Metamorpho versucht zunächst, seinen Doppelgänger zu absorbieren, gesteht ihm dann aber doch das Recht auf ein eigenes Leben zu. Nachdem der Doppelgänger mit seinem eigenen Leben nicht klarkommt und mehrere Morde begeht, resigniert er und lässt sich schließlich bereitwillig absorbieren.

## Adaptionen
Eine Fernsehadaption des Metamorpho-Stoffes präsentierte der Zeichentrick-Sender Cartoon Network 2001 in der Doppelfolge „Metamorphosis“ der Serie Justice League Unlimited. Dort liefert sich Metamorpho (US-Synchronstimme: Tom Sizemore) zunächst einige Auseinandersetzungen mit seinem Freund John Stewart alias Green Lantern, den er für sein unglückliches Schicksal verantwortlich macht, und versucht blutige Rache an Sapphire zu nehmen, bevor er zur Besinnung kommt und verspätet die Heldenlaufbahn wählt, die er in den Comics ohne Verzögerung einschlägt.
Eine von Metamorphos Co-Schöpferin Ramona Fradon gezeichnete Parodie der Metamorpho-Comics findet sich in Simpsons Comics Super-Spectacular #5, in dem der parodistische Superheld „Radioactive Man“ auf seinen Feind „Mufelatto, the Aliment Man“ trifft.

## Nachdrucke
2005 wurden sämtliche Metamorpho-Geschichten aus The Brave and the Bold und der Metamorpho-Serie der 1960er Jahre in gesammelter Form in der Paperback-Reihe Showcase Presents nachgedruckt.